# Сважендз (гміна)
Гміна Сважендз (пол. Gmina Swarzędz) — місько-сільська гміна у північно-західній Польщі. Належить до Познанського повіту Великопольського воєводства.
Станом на 31 грудня 2011 у гміні проживало 45160 осіб.

## Територія
Згідно з даними за 2007 рік площа гміни становила 101.99 км², у тому числі:
- орні землі: 69.00%
- ліси: 13.00%

Таким чином, площа гміни становить 5.37% площі повіту.

## Населення
Станом на 31 грудня 2011:
| Опис     | Загалом | Загалом | Чоловіки | Чоловіки | Жінки | Жінки |
| -------- | ------- | ------- | -------- | -------- | ----- | ----- |
| одиниця  | осіб    | %       | осіб     | %        | осіб  | %     |
| все      | 45160   | 100     | 21950    | 48.60    | 23210 | 51.40 |
| міське   | 31031   | 100     | 15010    | 48.37    | 16021 | 51.63 |
| сільське | 14129   | 100     | 6940     | 49.12    | 7189  | 50.88 |

## Сусідні гміни
Гміна Сважендз межує з такими гмінами: Клещево, Костшин, Победзіська, Червонак.